# Mary Herbert
Mary Eliza Herbert, född i Halifax, Nova Scotia 1832, död där 15 juli 1872, var en kanadensisk tidningsutgivare och författare (poet). Hon utgav Mayflower, or Ladies’ Acadian Newspaper 1851 och blev därmed den första tidningsutgivaren av sitt kön i Nova Scotia. 

## Biografi
Mary Herbert var dotter till skomakaren Nicholas Michael Herbert och Catherine Herbert från Irland, och var syster till poeten Sarah Herbert. Hon var liksom sin syster verksam inom nykterhetsrörelsen och Wesleyanska kyrkan.
Mary Herbert utgav 1857 sin egen diktsamling  i The Aeolian harp. Temat var religion, moral och nykterhet. Hon utgav också en diktsamling med namnet Flowers by the wayside . . . på temat romantik. Hon skrev också essäer, sagor och korta berättelser för många olika tidningar.
Herbert blev den första kvinnliga redaktören och tidningsutgivaren i Nova Scotia då hon i maj 1851 började utge damtidningen Mayflower, or Ladies’ Acadian Newspaper, en tidning med fokus på litteratur för dem som ville "roam a while in the flowery fields of romance, – to hold communion with the Muses.” Den började utges efter att dess förlaga Literary Garland of Montreal upphörde och var ett kanadensiskt exempel på den litterära damtidning som just då var på modet i västvärlden, med många kvinnliga medverkande och insändare. Tidningen utgavs i åtminstone nio nummer, men kunde i slutändan inte hävda sig i den stora konkurrensen på Nova Scotia, som under denna tid hade en mycket stor tidningsutgivning.